# Albert Vossen

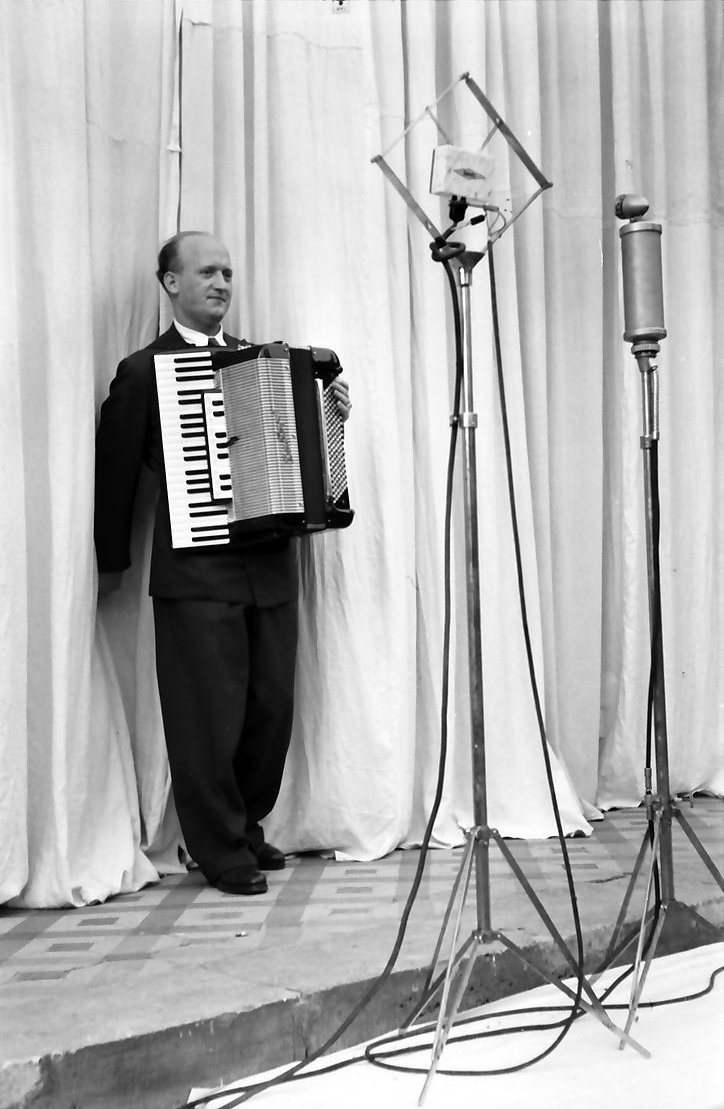
Albert Vossen, 1942

Albert Vossen (* 22. Mai 1910 in Aachen; † 10. August 1971 in Köln) war ein deutscher Jazz-Akkordeonist, Bandleader und Komponist.

## Leben
Von 1925 bis 1930 studierte Vossen an der Staatlichen Hochschule für Musik in Köln Klavier. 1930 setzte er seine Studien in Berlin fort, wechselte dann aber zum Pianoakkordeon.
1932 stellte er eine Band zusammen, Albert Vossen mit seinen Solisten, die zur Hausband der damals berühmten Berliner Ciro-Bar wurde. Mit diesem Ensemble nahm Vossen auch seine ersten Schallplatten mit eigenen Kompositionen für Telefunken auf. Auch mit seinen folgenden Bands blieb Vossen bei Telefunken und wurde zu einem der bekanntesten und erfolgreichsten Akkordeonisten Deutschlands. In seiner Band (Albert Vossen und seine Solisten) spielten u. a. Eugen Henkel, Ernst Höllerhagen, Hans Klagemann, Hans Korseck, Detlev Lais, Franz Mück, Kurt Wege und Rudi Wegener.
1942 wurde Vossen als Solist Mitglied des Deutschen Tanz- und Unterhaltungsorchesters, eines staatlich privilegierten Ensembles ausgewählter Musiker.
Nach dem Ende des Zweiten Weltkriegs ließ Vossen sich in Köln nieder und setzte seine Karriere als Musiker fort. 1948 holte ihn Adalbert Luczkowski zum Unterhaltungsorchester des NWDR; auch spielte er mit seiner eigenen Jazz-Combo. Auch im Nachkriegsdeutschland war er ein populärer Interpret und Komponist, der weiterhin Schallplatten aufnahm, aber auch im Rundfunk und später im noch jungen Fernsehen auftrat. Daneben führte er eine bei Unterhaltungskünstlern beliebte Gaststätte mit dem Namen Im Örgelchen.
Vossens Einspielungen und Kompositionen sind bis heute auf Tonträgern erhältlich.

## Diskografie
- 1956: Vineta-Polka/Rheinpromenade (Polydor 23253)[1]